# Amelia Gray Hamlin
Amelia Gray Hamlin (* 13. Juni 2001 in Los Angeles), bekannt als Amelia Gray, ist ein US-amerikanisches Model und Fernseh-Darstellerin.

## Leben und Karriere
Amelia Gray ist eine Tochter des Schauspielers Harry Hamlin und der Schauspielerin Lisa Rinna. Sie hat eine ältere Schwester Delilah Belle und väterlicherseits einen älteren Halbbruder Dimitri Alexander.
Ihren ersten Fernsehauftritt hatte sie 2010 in einer Episode der Serie Harry Loves Lisa. Spätere Auftritte folgten in Rachel & the Tree Schoolers und in Real Housewives of Beverly Hills.
Während ihrer Kindheit und Jugend schaute sie im Fernsehen gerne den Models in den Modeschauen zu, ahmte deren Auftritte nach und achtete auf körperliche Fitness. Ihr Debüt auf dem Laufsteg hatte sie 2017 im Alter von 16 Jahren bei der herbstlichen New York Fashion Week. Sie eröffnete und schloss die Show für den Modeschöpfer Dennis Basso. Später war sie unter anderem in Modeschauen von Vivienne Westwood, Miu Miu, Courrèges, H&M, Givenchy, Versace,  Victoria’s Secret und Hugo Boss zu sehen. 2023 erschien sie im April auf der Titelseite von Vogue Japan und im Oktober auf der Titelseite von Harper’s Bazaar Frankreich. In jenem Jahr trat sie bei 23 Modenschauen auf.
2024 wurde sie bei den Daily Front Row Fashion Los Angeles Awards als Model of the Year ausgezeichnet. Im Juni dieses Jahres war sie der Star der Show zum 40-jährigen Jubiläum des Modelabels Desigual.